# Division 1 i amerikansk fotboll för herrar 2015
Division 1 är den näst högsta serien i amerikansk fotboll för herrar i Sverige 2015. Serien spelas 9 maj - 27 september 2015. Serien består av 22 lag uppdelade i två nivåer, Superettan med fyra lag och tre stycken division 1 serier med 5-8 lag vardera. Lagen i Superettan spelar dubbelmöten inom divisionen och enkelmöten med lagen i den division 1 serie de geografiskt ligger närmast. Vinst ger 2 poäng, oavgjort 1 poäng och förlust 0 poäng.

## Serieindelning[1]
S = Spelade matcher; V = Vunna matcher; O = Oavgjorda matcher; F = Förlorade matcher

GP = Gjorda poäng; IP = Insläppta poäng; P = Poäng
Färgkoder:
     – Segrare Superettan

     – Segrare Div 1

### Superettan
Lagen möts i dubbelmöten hemma och borta samt enkelmöten med lagen i den division 1 serie de geografiskt ligger närmast.
| Nr | Lag               | S  | V | O | F | GP  | IP  | PS   | P  |
| -- | ----------------- | -- | - | - | - | --- | --- | ---- | -- |
| 1  | Göteborg Marvels  | 10 | 8 | 0 | 2 | 266 | 88  | +178 | 16 |
| 2  | Gefle Red Devils  | 9  | 5 | 0 | 4 | 174 | 111 | +63  | 10 |
| 3  | Djurgårdens IF AF | 9  | 5 | 0 | 4 | 127 | 127 | 0    | 10 |
| 4  | Borås Rhinos      | 10 | 3 | 1 | 6 | 168 | 258 | −90  | 7  |

| Hemma \ Borta     | BR    | DIF   | GRD   | GM   |
| Borås Rhinos      | —     | 14-26 | 32-20 | 8-40 |
| Djurgårdens IF AF | 8-12  | —     | 0-36  | 7-6  |
| Gefle Red Devils  | 24-12 | 6-7   | —     | 24-0 |
| Göteborg Marvels  | 22-6  | 22-6  | 42-0  | —    |

- Djurgården och Gefle spelar med Norra
- Borås och Göteborg spelar med Västra

### Norra
Lagen möts i dubbelmöten hemma och borta samt enkelmöten med Djurgårdens IF AF och Gefle Red Devils.
| Nr | Lag                 | S | V | O | F | GP  | IP  | PS   | P |
| -- | ------------------- | - | - | - | - | --- | --- | ---- | - |
| 1  | Umeå AFC            | 6 | 4 | 0 | 2 | 158 | 59  | +99  | 8 |
| 2  | Norrköping Panthers | 6 | 3 | 0 | 3 | 80  | 104 | −24  | 6 |
| 3  | Telge Truckers      | 6 | 1 | 0 | 5 | 56  | 219 | −163 | 2 |

| Hemma \ Borta       | NP   | TT   | UAF   | DIF  | GRD  |
| Norrköping Panthers | —    | 8-56 | 7-0   | -    | 6-2  |
| Telge Truckers      | 0-50 | —    | 0-62  | -    | 0-22 |
| Umeå AFC            | 16-6 | 40-0 | —     | 28-6 | -    |
| Djurgårdens IF AF   | 30-3 | 37-0 | -     | —    | -    |
| Gefle Red Devils    | -    | -    | 40-12 | -    | —    |

- Dalecarlia Rebels drog sig ur.
- Nyköping Baltic Beasts drog sig ur.

### Västra
Lagen möts i dubbelmöten hemma och borta samt enkelmöten med Borås Rhinos och Göteborg Marvels.
| Nr | Lag                    | S | V | O | F | GP  | IP  | PS   | P  |
| -- | ---------------------- | - | - | - | - | --- | --- | ---- | -- |
| 1  | Skövde Dukes           | 8 | 7 | 0 | 1 | 208 | 68  | +140 | 14 |
| 2  | Carlstad Crusaders B   | 8 | 5 | 0 | 3 | 201 | 100 | +101 | 10 |
| 3  | Lidköping Lakers       | 8 | 2 | 0 | 6 | 130 | 129 | +1   | 4  |
| 4  | Örebro Black Knights B | 8 | 0 | 1 | 7 | 42  | 347 | −305 | 1  |

| Hemma \ Borta          | CCb   | LL    | SD   | ÖBKb | BR    | GM    |
| Carlstad Crusaders B   | —     | 14-12 | 6-10 | 69-0 | -     | 8-22  |
| Lidköping Lakers       | 0-8   | —     | 8-17 | 36-0 | 26-28 | -     |
| Skövde Dukes           | 22-14 | 12-0  | —    | 46-0 | -     | 23-34 |
| Örebro Black Knights B | 6-52  | 14-42 | 0-38 | —    | 22-22 | -     |
| Borås Rhinos           | 28-30 | -     | 6-40 | -    | —     | -     |
| Göteborg Marvels       | -     | 36-6  | -    | 42-0 | -     | —     |

- Karlskoga Wolves drog sig ur.

### Södra
Lagen är uppdelade i två konferenser med gemensam tabell, där de möts i dubbelmöten hemma och borta inom konferensen och enkelmöten med övriga lag. Eftersom Eslöv drog sig ur och lagen spelar olika antal matcher avgörs tabellen med vinstprocent.
| Lag                 | Konferens | Lag                   | Konferens |
| ------------------- | --------- | --------------------- | --------- |
| Ekeby Greys         | Västra    | Carlshamn Oakleaves   | Östra     |
| Halmstad Eagles     | Västra    | Hässleholm Hurricanes | Östra     |
| Helsingborg Jaguars | Västra    | Staffanstorp Saviours | Östra     |
| Eslöv Generals      | Västra    | Ystad Rockets         | Östra     |

| Nr | Lag                   | S | V | O | F | GP  | IP  | PS   | P  |
| -- | --------------------- | - | - | - | - | --- | --- | ---- | -- |
| 1  | Hässleholm Hurricanes | 9 | 8 | 0 | 1 | 376 | 33  | +343 | 16 |
| 2  | Ekeby Greys           | 8 | 7 | 0 | 1 | 228 | 50  | +178 | 14 |
| 3  | Ystad Rockets         | 9 | 7 | 0 | 2 | 282 | 154 | +128 | 14 |
| 4  | Helsingborg Jaguars   | 8 | 3 | 0 | 5 | 120 | 170 | −50  | 6  |
| 5  | Carlshamn Oakleaves   | 9 | 3 | 0 | 6 | 100 | 216 | −116 | 6  |
| 6  | Staffanstorp Saviours | 9 | 2 | 0 | 7 | 69  | 221 | −152 | 4  |
| 7  | Halmstad Eagles       | 8 | 0 | 0 | 8 | 6   | 337 | −331 | 0  |

| Hemma \ Borta         | CO   | EkG   | HE   | HJ   | HH   | SS   | YR    |
| Carlshamn Oakleaves   | —    | -     | 52-0 | 6-0  | 7-42 | 6-14 | 14-22 |
| Ekeby Greys           | 32-0 | —     | 40-0 | 48-6 | -    | -    | 6-24  |
| Halmstad Eagles       | -    | 0-32  | —    | 6-48 | 0-64 | 0-21 | -     |
| Helsingborg Jaguars   | -    | 0-22  | 20-0 | —    | 0-28 | -    | 18-60 |
| Hässleholm Hurricanes | 54-0 | 6-14  | -    | -    | —    | 46-0 | 54-6  |
| Staffanstorp Saviours | 6-9  | 14-34 | -    | 0-28 | 0-40 | —    | 7-14  |
| Ystad Rockets         | 46-6 | -     | 60-0 | -    | 6-42 | 44-7 | —     |

Eslöv Generals drog sig ur.  